# Dommartin-la-Montagne
Dommartin-la-Montagne település Franciaországban, Meuse megyében. Lakosainak száma 51 fő (2022. január 1.). Dommartin-la-Montagne Dompierre-aux-Bois, Hannonville-sous-les-Côtes, Herbeuville, Lacroix-sur-Meuse, Saint-Remy-la-Calonne és Vaux-lès-Palameix községekkel határos.

## Népesség
A település népességének változása:
| Lakosok száma | 61   | 49   | 52   | 72   | 60   | 54   | 51   | 52   | 52   | 51   |
|               | 1968 | 1982 | 1990 | 2006 | 2013 | 2015 | 2017 | 2019 | 2020 | 2022 |